# Fekete Dália
Fekete Dália, vagyis Elizabeth Short (Boston, 1924. július 29. – Los Angeles, 1947. január 15.), az amerikai kriminalisztika egyik leghírhedtebb gyilkosságának áldozata. Testét félbevágva, megcsonkítva találták meg egy Los Angeles-i parkban. A bűneset nagy médianyilvánosságot kapott, a lapok szenzációt keltő módon számoltak be a lány haláláról. Bár több tucat ember került feltételezett gyanúsítottként a rendőrség látókörébe, az elkövetőt nem találták meg. Számos elmélet született a máig megoldatlan gyilkosságról, mellyel kapcsolatos figyelem a mai napig nem hunyt ki teljesen. Az esetről több könyv és film is készült.

## Élete
Short Bostonban született, gyermekkorát Medfordban töltötte. Szülei Cleo Short és Phoebe Mae Sawyer voltak, négy lánytestvére volt. Édesapját 1930-ban autójával egy hídon parkolva látták utoljára: nyomtalanul eltűnt. Az eset kapcsán felmerült az öngyilkosság gyanúja is. Anyja gyermekeivel Medfordba költözött. Nem sokkal később Short tudomást szerzett arról, hogy édesapja nem halt meg, hanem Kaliforniában él.
16 évesen egészségi állapota miatt Short Miamiba költözött a hideg medfordi időjárás elől. Itt mintegy három évet töltött. 19 éves korában a kaliforniai Vallejóba utazott édesapjához, aki a Mare Island Naval Shipyardnál dolgozott a San Franciscó-i öbölnél. 1943 elején Los Angelesbe költöztek. Apja a Camp Cooke-i katonai támaszponton (ma Vandenberg légitámaszpont) kapott állást. Short pedig Santa Barbarába utazott. Itt került először összetűzésbe a törvénnyel, kiskorúként elfogyasztott alkohol miatt. Visszaküldték Medfordba, de nem maradt ott sokáig. Úticélja ismét Florida volt.
Short itt ismerkedett meg Matthew Michael Gordon Jr. őrnaggyal. Gordon indiai katonai szolgálata alatt egy légi balesetben megsérült. Levélben kérte meg Short kezét, aki igent mondott. Azonban Gordon 1945. augusztus 10-én egy újabb repülőbalesetben életét vesztette. Short 1946-ban tért vissza Los Angelesbe, ahol egy régi floridai barátjával, Joseph Gordon Fickling hadnaggyal találkozott. Short élete utolsó hónapjaiban Dél-Kaliforniában élt.

## A gyilkosság
Elizabeth Short holttestére 1947. január 15-én délelőtt tíz óra körül a Los Angeles-i Leimert Park városrészben, egy üres telken a South Norton Avenue Coliseum Street és West 39th Street közötti szakaszán talált rá Betty Bersinger helyi lakos, aki hároméves lányával sétált a környéken. Bersinger első pillantásra áruházi próbababának nézte Short testét. Amint rájött, hogy tényleg egy holttestről van szó, egy közeli házba rohant, ahonnan telefonon értesítette a rendőrséget.
Short testét a derekánál kettévágták, összes vére elfolyt. Száját mindkét oldalon a füléig felvágták. Testét számos vágás borította, egyik mellét megcsonkították, több helyen darabokat vágtak ki a testéből. Short testét lemosták és letisztították, karjait könyökénél behajlítva a feje fölé helyezték, lábát terpeszbe tették. A nyomozók a test mellett egy cementes-zsákot találtak, melyen vércseppek voltak, valamint cipő- és keréknyomokat is rögzítettek.
A bokáin és csuklóin talált sérülések alapján a boncolás megállapította, hogy Shortot halála előtt kezeinél és lábainál fogva kötözhették ki. A halál okaként a fejet és arcot ért ütések nyomán fellépő vérzést állapították meg.
William Randolph Hearst két lapja, a Los Angeles Herald-Express és a Los Angeles Examiner szenzációként tálalta Short halálát, és nem igazán voltak tekintettel az áldozatra. A fekete ruhát, melyben utoljára látták Shortot, az újságokban csak szűk szoknyaként és lezser blúzként írták le. Shortról nem éppen hízelgő képet festettek a lapok, melyek Hollywoodban portyázó könnyű nőcskeként írtak az áldozatról, aki maga tehetett arról, hogy áldozattá vált.
1947. január 23-án valaki – egyes feltételezések szerint maga a gyilkos – felhívta a Los Angeles Examiner szerkesztőségét. A hívó jelezte, hogy az újságban megjelent hírek nem felelnek meg teljesen a valóságnak, elmondta továbbá, hogy Shorthoz tartozó tárgyakat fog postázni a lapnak. Másnap egy küldemény érkezett a szerkesztőségbe. A csomagban Short születési bizonyítványa, névjegye, fotói, egy cédula, melyen Short neve szerepelt, egy Mark Hansen névvel ellátott címtár volt. Hansen Short ismerőse volt, akinél Short egy ideig barátaival lakott. A későbbiekben egy vagy több, magát Fekete Dália Bosszúállónak (Black Dahlia Avenger) nevező személy több alkalommal is küldött levelet a Los Angeles Examinernek. Január 25-én jelentették, hogy Short táskáját és fél pár cipőjét egy szeméttároló tetején látták a Norton Avenue környékén, a ruhadarabokat később a szemétlerakóban találták meg.
Garry Ramlow, a Los Angeles-i Daily News riportere így emlékezett vissza: „Hogy az ügyet sosem oldották meg, az az újságírók miatt van… tönkretették a nyomokat, információkat tartottak vissza.”[forrás?] A rendőrség kezdetben nem volt ura a helyzetnek, több napra volt szüksége, hogy a nyomozás irányítását kézbe vegye. Ez idő alatt az újságírók szabadon mozoghattak a rendőrségen, bemehettek az irodákba, sőt még a telefonokat is felvehették. Sok információ nem jutott el a rendőrség tagjaihoz, mert az újságírók értesültek róla először, és azokat nem osztották meg a bűnüldöző hatósággal.
Shortot az oaklandi Mountain View temetőben helyezték nyugalomra. Amikor Short testvére nagykorú lett, anyja Oaklandbe költözött, hogy lánya sírjának közelében élhessen. Phoebe Short a hetvenes évek végén költözött vissza a keleti partra.

## A Fekete Dália név
Röviddel Elizabeth Short meggyilkolása után a korabeli újságcikkek arról számoltak be, hogy a Fekete Dália nevet még 1946-ban egy Long Beach-i üzletben ragasztották Shortra, az akkoriban vetített hasonló című film, a Kék Dália (1946) után. Los Angeles-i nyomozók ezzel ellentétben úgy vélték, hogy a gúnynevet éppen hogy az ügyről tudósító lapok használták először. Bevo Means, a Los Angeles Herald-Express riportere szerint, aki Short több ismerősével is beszélt, már a gyilkosság előtt is használták a Fekete Dália megnevezést.

## Gyanúsítottak
A Fekete Dália-ügyben a nyomozást a Los Angeles-i rendőrség vezette, de munkájukat több hatóság is segítette, akik szintén részt vettek az elkövető keresésében. A nyomozás azonban nemcsak a nyomozószervek, hanem a lakosság kiemelt figyelmét is magára vonta.
Hosszú ideig a rendőrséget minden alkalommal elárasztották az  üggyel kapcsolatos tippek, bejelentések, valahányszor egy újság, egy könyv vagy egy mozifilm említést tett a gyilkosságról. John P. St. John őrmester, aki egészen nyugdíjazásáig foglalkozott az üggyel, így nyilatkozott: „Elképesztő, hogy hány ember jelentkezett a gyilkos rokonaként.”
Az ügy ismertsége is hozzájárulhatott ahhoz, hogy szokatlanul nagy számban, több mint hatvanan – férfiak és nők egyaránt – vállalták magukra a gyilkosságot. A rendőrség 25 embert gyanúsított ténylegesen Elizabeth Short megölésével. A lehetséges elkövető személyére a mai napig nem derült fény, de feltételezett gyilkosként többek között az alábbi személyek neve merült fel: Walter Bayley, Norman Chandler, Leslie Dillon, Joseph A. Dumais, Mark Hansen, George Hill Hodel, George Knowlton, Robert M. „Red” Manley, Patrick S. O'Reilly és Jack Anderson Wilson.

## Lehetséges kapcsolódó bűnesetek
Több, a témával foglalkozó szerző látott kapcsolatot a Fekete Dália-ügy és a clevelandi torzógyilkosságok között, melyekre Clevelandben 1934 és 1938 között került sor. A Los Angeles-i rendőrség 1947-ben vizsgálta a bűnesetek közötti összefüggést, és találtak kapcsolatot az ügyek között. John P. St. John őrmester úgy nyilatkozott, hogy közel állt ahhoz, hogy letartóztassa Elizabeht Short megöléséért a clevelandi gyilkosságok egyik feltételezett elkövetőjét, Jack Anderson Wilsont. Ám Wilson 1982-ben bekövetkezett váratlan halála miatt erre nem került sor.
Steve Hodel bűnügyi szakíró és William Rasmussen figyelmét egy 1946-os chicagói bűneset, a hatéves Suzanne Degnan meggyilkolása keltette fel. Véleményük szerint a két ügy között kapcsolat van. Ezt a feltételezést erősítette Donahoe chicagói rendőrkapitány, aki szintén úgy vélte, hogy a két gyilkossági ügy összefügg. Erre utalt, hogy Shortot nem messze a Degnan Boulevard-tól találták meg, a chicagói áldozat családneve is Degnan. Hasonlóságot fedeztek fel a Degnan-ügy zsarolólevele és a Fekete Dália Bosszúálló által írt levelek írásmódja között.

## Megjelenése a kultúrában
James Ellroy azonos címmel írt bűnügyi regényében dolgozta fel az Elizabeth Short halálát követő nyomozás történetét. A regényből Brian De Palma forgatott filmet: a Fekete Dáliát 2006-ban mutatták be. Ulli Lommel Black Dahlia (2006) című horrorfilmjét szintén a bűneset inspirálta.
A Fekete Dália nevet vette fel a The Black Dahlia Murder nevű detroiti metálzenekar, történetét feldolgozta a Hollywood Undead zenekar Black Dahlia címen.

## Fordítás
- Ez a szócikk részben vagy egészben  a   Black Dahlia című angol Wikipédia-szócikk ezen változatának fordításán alapul.  Az eredeti cikk szerkesztőit annak laptörténete sorolja fel. Ez a jelzés csupán a megfogalmazás eredetét és a szerzői jogokat jelzi, nem szolgál a cikkben szereplő információk forrásmegjelöléseként.